# Aristolochia leptosticta
Aristolochia leptosticta är en piprankeväxtart som beskrevs av Ignatz Urban. Aristolochia leptosticta ingår i släktet piprankor, och familjen piprankeväxter. Inga underarter finns listade i Catalogue of Life.